# Dejunul în atelier
Dejunul în atelier este o pictură în ulei pe pânză din 1868 a pictorului francez Édouard Manet. Parțial un portret al lui Léon Leenhoff, în vârstă de 16 ani - fiul lui Suzanne Leenhoff, înainte de căsătoria ei cu Manet, în 1863 și, eventual, fiul lui Manet sau al tatălui lui Manet, Auguste - este, de asemenea, o lucrare enigmatică care a primit o atenție limitată în cadrul operei lui Manet. Criticul Nan Stalnaker a menționat că „în ciuda întrebărilor continue despre semnificația acesteia, lucrarea este recunoscută ca fiind una strălucită și o lucrare importantă în portofoliul lui Manet”.

## Descriere
În vara anului 1868, Manet a călătorit la Boulogne-sur-Mer pentru vacanța de vară, unde a pictat Dejunul în atelier și alte lucrări. Dejunul a fost așezat în sala de mese a casei închiriate de Manet.
Leenhoff este punctul central al tabloului, cu spatele la celelalte două personaje, care au fost identificate în diverse puncte ca fiind mama lui și Manet. Aceste identificări sunt acum considerate incorecte; bărbatul așezat la masă, fumând o țigară și savurând o cafea și un digestiv, este anonim - deși prezintă o asemănare cu Manet (s-a sugerat ca ar fi prietenul său, pictorul Auguste Rousselin). Femeia care se uita spre privitor este o slujitoare. Având în vedere starea incertă a paternității lui Leenhoff, Meyers a sugerat că este posibil ca cele două personaje să îi reprezinte în mod simbolic pe Suzanne și Édouard, fiind o „recunoaștere tardivă pentru acceptarea fiului lui Auguste [Manet]”.
Galbenul de pe cravata lui Leenhoff, pantalonii și pălăria de paie sunt în legătură cu lămâia de pe masă. Armura care apare ca fiind necorespunzătoare în colțul din stânga jos amintește de simbolismul și de percepția de dinainte și din timpul celui de-al doilea imperiu, când a fost și subiectul naturii statice. Masa conține mai multe subiecte convenționale ale genului, inclusiv o lămâie decojită, stridii, un bol de zahăr Delft și un cuțit care iese în afara mesei. În acest fel, Manet reprezintă atât genurile „romantice”, cât și pe „naturaliste” ale artei sale, potrivit lui Collins, care, de asemenea, observă, având în vedere prezența bărbatului în fundal, că fumatul era popular printre „tinerii romantici”.